# Sampson (Wisconsin)
Sampson – miasto w Stanach Zjednoczonych, w stanie Wisconsin, w hrabstwie Chippewa.